# Melinna monoceroides
Melinna monoceroides är en ringmaskart som beskrevs av Fauvel 1936. Melinna monoceroides ingår i släktet Melinna och familjen Ampharetidae. Inga underarter finns listade i Catalogue of Life.